# Símbols internacionals de rentada

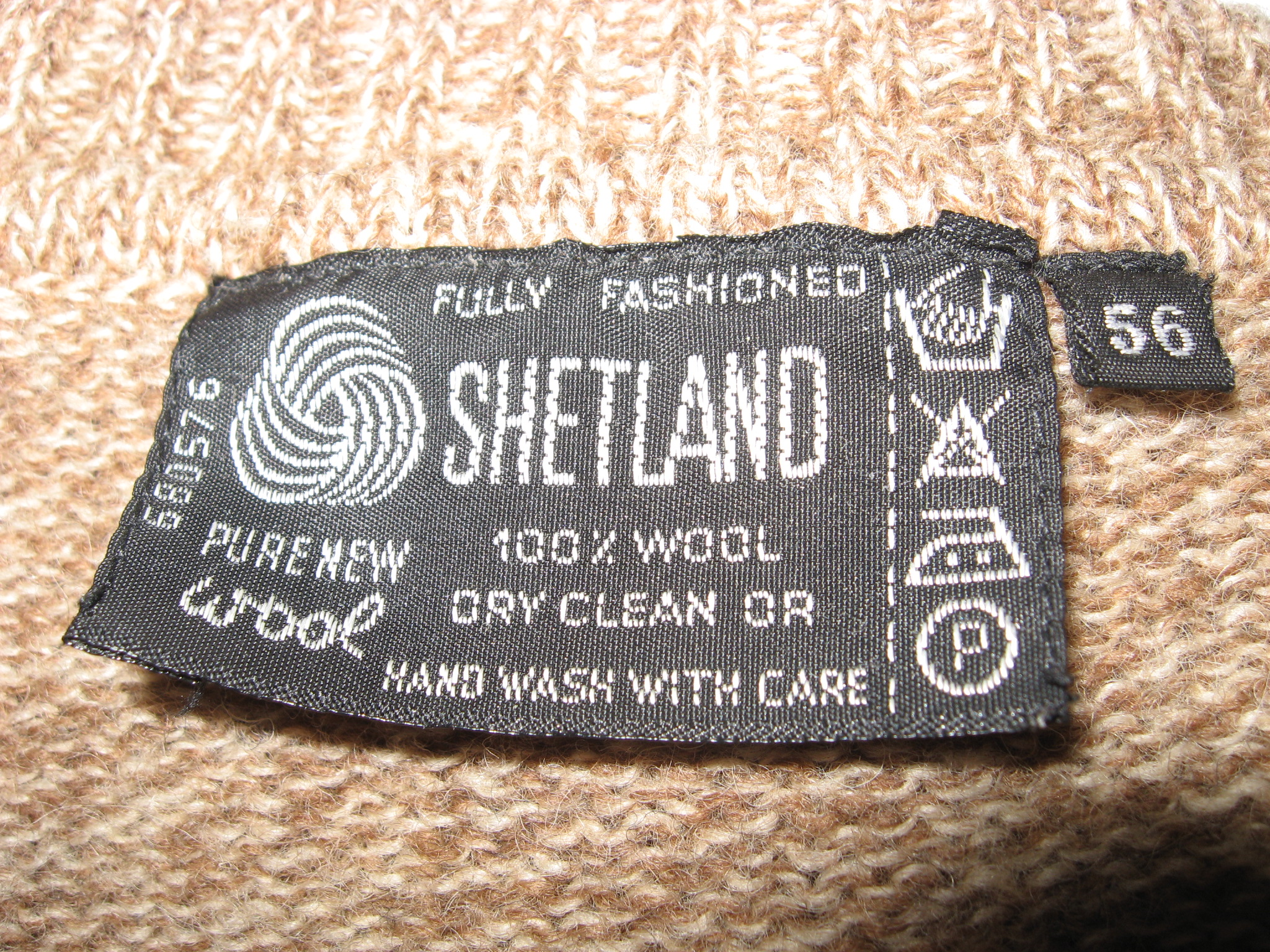
Exemple d'etiqueta que mostra les indicacions de rentada.

Les etiquetes que hi ha a les peces de roba informen del tractament que la peça ha de rebre a l'hora de rentar-se perquè no es faci malbé amb un tractament inadequat. Per a això, s'utilitzen uns símbols internacionals de rentada.
El 1963 es va constituir l'associació europea per l'etiquetat de tèxtils, GINETEX. Els seus símbols van ser acceptats com a norma internacional EN ISO 3758.

### Rentada
En el símbol apareix una imatge d'una pica estilitzada i el nombre dins de la pica indica la temperatura màxima a la que es pot rentar la peça sense malmetre-la (els símbols actuals arriben fins als 95 °C).
Si hi apareix una mà enlloc d'un valor, indica que cal rentar la peça a mà amb aigua entre 30 i 40 graus Celsius.

A Europa sota el símbol de la pica poden aparèixer barres horitzontals, indicant la quantitat d'agitament permès, on l'absència de barres indica màxima agitació, una barra agitació mitjana i dues barres una agitació mínima (per peces de seda o similars).

Símbol de rentada
Rentada a com a màxim 30 °C (Als EUA, en lloc del número hi ha un punt, ●)
Rentada a com a màxim 40 °C (Als EUA, en lloc del número hi ha dos punts, ●●)
Rentada a com a màxim 50 °C (Als EUA, en lloc del número hi ha tres punts, ●●●)
Rentada a com a màxim 60 °C (Als EUA, en lloc del número hi ha quatre punts, ●●●●)
Rentar a mà
No rentar

### Lleixiu
Un triangle buit indica que la peça de roba permet l'ús de lleixiu o altres blanquejants amb clor o amb oxigen. Un triangle ratllat amb una creu vol dir que es prohibeix l'ús de qualsevol mena de blanquejant.

Símbol de lleixiu (permès lleixiu amb clor o sense)
Permès l'ús de lleixiu amb clor (obsolet)
Permès blanquejant basat en oxigen
No usar lleixiu
No usar lleixiu

### Eixugada
Un cercle dins el requadre simbolitza una eixugadora o assecadora. Un punt indica baixa temperatura i dos punts una temperatura normal. La creu ratllant el símbol indica la prohibició d'usar assecadora.

#### Assecadora

Símbol d'assecadora
Eixugadora permesa (baixa temperatura)
Eixugadora permesa (temperatura normal)
No useu eixugadora

#### Eixugada natural

Símbol d'eixugada
Estendre
Eixugar en pla
Deixar escórrer
Eixugar a l'ombra
Estendre a l'ombra
Eixugar en pla i a l'ombra
Deixar escórrer a l'ombra

### Planxada
El símbol de la planxa pot contenir fins a tres punts, cada punt permet més temperatura: un punt 110 °C, dos punts 150 °C i tres punts 200 °C. Una planxa creuada en prohibeix l'ús.

Símbol de planxada
Planxeu a baixa temperatura
Planxeu a temperatura mitjana
Planxeu a alta temperatura
No planxeu

### Neteja professional

#### Neteja química
Les lletres F i P indiquen diferents solvents usats en la rentada en sec professional.

Símbol de neteja professional
Neteja en sec, només sabons basats en hidrocarburs (HCS)
Neteja suau en sec, només sabons basats en hidrocarburs (HCS)
Neteja molt suau en sec, només sabons basats en hidrocarburs (HCS)
Neteja en sec, només sabons basats en Tetracloroetilè (PCE)
Neteja suau en sec, només sabons basats en Tetracloroetilè (PCE)
Neteja molt suau en sec, només sabons basats en Tetracloroetilè (PCE)
No netejar en sec

#### Neteja en humit
La lletra W dins un cercle indica neteja professional en humit .

Neteja professional en humit
Neteja professional suau en humit
Neteja professional molt suau en humit
No netejar en humit